# 5242 Кенреймонін
5242 Кенреймонін (5242 Kenreimonin) — астероїд головного поясу, відкритий 18 січня 1991 року.
Тіссеранів параметр щодо Юпітера — 3,320.